# Mariya Shtepa

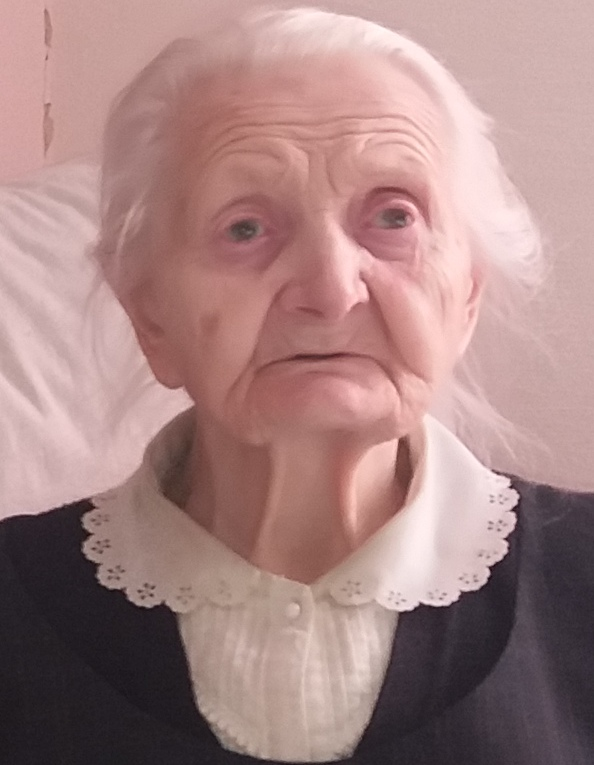
Shtepa em 2018

Mariya Shtepa (em ucraniano: Марія Степанівна Штепа, 13 de março de 1925 - 1 de junho de 2020) foi uma escritora ucraniana que esteve envolvida na Guerra da Independência da Ucrânia. Em 1942, ela tornou-se membro da Organização dos Nacionalistas Ucranianos.
Desde 1969 ela morava na Ucrânia. Em 22 de agosto de 2016, ela foi condecorada com a Ordem da Princesa Olga do III grau pelo presidente ucraniano, Petro Poroshenko. O prémio foi entregue pelo chefe da Administração Estatal Regional de Ternopil, Stepan Barna.